# Oberea mediofusciventris
Oberea mediofusciventris là một loài bọ cánh cứng trong họ Cerambycidae.